# Henriettea
Henriettea es un género  de plantas fanerógamas pertenecientes a la familia Melastomataceae. Comprende 55 especies descritas y de estas, solo 27 aceptadas. Se distribuyen desde el sur de México a Bolivia, SE. Brasil y las Antillas.

## Descripción
Son arbustos o árboles que alcanzan un tamaño de 1.5-18 m de altura; con ramitas glabrescentes a variadamente pelosas, teretes o cuadradas en corte transversal. Hojas cartáceas a subcoriáceas, enteras a serruladas, 3-5-nervias o 3-5-plinervias. Flores 4-6-meras, subsésiles o cortamente pediceladas, solitarias o en aglomerados axilares bracteados, fasciculados en los nudos defoliados de las ramitas. Hipanto campanulado a globoso; lobos del cáliz variando desde someramente ovados a triangulares o semicirculares, puberulentos; dientes exteriores subapicales cónicos, cortamente subulados u obsoletos. Pétalos ovados a lanceolados, blancos o rosados, agudos a obtusos apicalmente, frecuentemente unguiculados basalmente, glabros o puberulentos externamente, frecuentemente cuculados distalmente con un diente externo subapical. Estambres isomorfos, glabros; anteras atenuado-rostradas a oblongas u obovadas con un poro apical dorsalmente inclinado; conectivo engrosado dorsalmente, no prolongado o escasamente prolongado por debajo de los tecas de las anteras o cortamente 2-lobado en la base. Ovario parcial a completamente ínfero, (3-)4-5(-6)-locular; estigma claviforme, truncado o capitelado. Fruto en baya; semillas obovado-anguladas u obovado-redondeadas, tuberculadas en los ángulos a vagamente foveoladas o muriculadas cuando secas.

## Taxonomía
El género fue descrito por Augustin Pyrame de Candolle y publicado en Prodromus Systematis Naturalis Regni Vegetabilis 3: 178. 1828. La especie tipo es: Henriettea succosa (Aubl.) DC. 

## Algunas especies aceptadas
A continuación se brinda un listado de las especies del género Henriettea aceptadas hasta febrero de 2013, ordenadas alfabéticamente. Para cada una se indica el nombre binomial seguido del autor, abreviado según las convenciones y usos:
- Henriettea acunae (Alain) Alain
- Henriettea barkeri (Urb. & Ekman) Alain
- Henriettea ciliata (Urb. & Ekman) Alain
- Henriettea ekmanii (Urb.) Alain
- Henriettea fissanthera (Gleason) Almeda
- Henriettea granulata O. Berg & Triana
- Henriettea hondurensis (Wurdack) Almeda